# Campionati del mondo di ciclismo su pista 2020 - Omnium maschile
La gara di omnium maschile ai Campionati del mondo di ciclismo su pista 2020 si svolse il 29 febbraio 2020.
Parteciparono 24 ciclisti appartenenti a 24 federazione. La gara si svolse in 4 prove, in ognuna delle quali venne attribuito un punteggio a ciascun ciclista; il vincitore fu colui che totalizzò più punti totali.

## Podio
| Pos.    | Atleta               | Nazionalità   |
| ------- | -------------------- | ------------- |
| Oro     | Benjamin Thomas      | Francia       |
| Argento | Jan-Willem van Schip | Paesi Bassi   |
| Bronzo  | Matthew Walls        | Gran Bretagna |

## Risultati

### Scratch
Prima di 4 prove.
| Posizione | Atleta                | Nazione       | Giri persi | Punti prova |
| --------- | --------------------- | ------------- | ---------- | ----------- |
| 1         | Benjamin Thomas       | Francia       |            | 40          |
| 2         | Matthew Walls         | Gran Bretagna |            | 38          |
| 3         | Lasse Norman Hansen   | Danimarca     | −1         | 36          |
| 4         | Artyom Zakharov       | Kazakistan    | −1         | 34          |
| 5         | Christos Volikakis    | Grecia        | −1         | 32          |
| 6         | Campbell Stewart      | Nuova Zelanda | −1         | 30          |
| 7         | Jan-Willem van Schip  | Paesi Bassi   | −1         | 28          |
| 8         | Gavin Hoover          | Stati Uniti   | −1         | 26          |
| 9         | Elia Viviani          | Italia        | −1         | 24          |
| 10        | Eiya Hashimoto        | Giappone      | −1         | 22          |
| 11        | Roger Kluge           | Germania      | −1         | 20          |
| 12        | Daniel Staniszewski   | Polonia       | −1         | 18          |
| 13        | Derek Gee             | Canada        | −1         | 16          |
| 14        | Cameron Meyer         | Australia     | −1         | 14          |
| 15        | Leung Ka Yu           | Hong Kong     | −1         | 12          |
| 16        | João Matias           | Portogallo    | −1         | 10          |
| 17        | Fabio Van den Bossche | Belgio        | −1         | 8           |
| 18        | Ignacio Prado         | Messico       | −1         | 6           |
| 19        | Théry Schir           | Svizzera      | −1         | 4           |
| 20        | Illart Zuazubiskar    | Spagna        | −1         | 2           |
| 21        | Raman Tsishkou        | Bielorussia   | −1         | 1           |
| 22        | Volodymyr Dzhus       | Ucraina       | −1         | 1           |
| 23        | Guo Liang             | Cina          | −1         | 1           |
| 24        | Krisztián Lovassy     | Ungheria      | −2         | 1           |

### Tempo race
Seconda di 4 prove.
| Posizione | Atleta                | Nazione       | Punti giro | Punti sprint | ordine arrivo | Punti totali | Punti prova |
| --------- | --------------------- | ------------- | ---------- | ------------ | ------------- | ------------ | ----------- |
| 1         | Jan-Willem van Schip  | Paesi Bassi   | 20         | 11           | 21            | 31           | 40          |
| 2         | Benjamin Thomas       | Francia       | 20         | 11           | 23            | 31           | 38          |
| 3         | Roger Kluge           | Germania      | 20         | 5            | 22            | 25           | 36          |
| 4         | Lasse Norman Hansen   | Danimarca     | 20         | 1            | 19            | 21           | 34          |
| 5         | Derek Gee             | Canada        | 0          | 2            | 1             | 2            | 32          |
| 6         | Gavin Hoover          | Stati Uniti   | 0          | 1            | 20            | 2            | 30          |
| 7         | Matthew Walls         | Gran Bretagna | 0          | 1            | 4             | 1            | 28          |
| 8         | Artyom Zakharov       | Kazakistan    | 0          | 1            | 6             | 1            | 26          |
| 9         | Eiya Hashimoto        | Giappone      | 0          | 1            | 7             | 1            | 24          |
| 10        | Campbell Stewart      | Nuova Zelanda | 0          | 1            | 18            | 1            | 22          |
| 11        | Cameron Meyer         | Australia     | 0          | 0            | 2             | 0            | 20          |
| 12        | Fabio Van den Bossche | Belgio        | 0          | 0            | 3             | 0            | 18          |
| 13        | Christos Volikakis    | Grecia        | 0          | 0            | 8             | 0            | 16          |
| 14        | Elia Viviani          | Italia        | 0          | 0            | 9             | 0            | 14          |
| 15        | João Matias           | Portogallo    | 0          | 0            | 10            | 0            | 12          |
| 16        | Daniel Staniszewski   | Polonia       | 0          | 0            | 11            | 0            | 10          |
| 17        | Théry Schir           | Svizzera      | 0          | 0            | 12            | 0            | 8           |
| 18        | Krisztián Lovassy     | Ungheria      | 0          | 0            | 13            | 0            | 6           |
| 19        | Guo Liang             | Cina          | 0          | 0            | 14            | 0            | 4           |
| 20        | Volodymyr Dzhus       | Ucraina       | 0          | 0            | 15            | 0            | 2           |
| 21        | Illart Zuazubiskar    | Spagna        | 0          | 0            | 16            | 0            | 1           |
| 22        | Ignacio Prado         | Messico       | 0          | 0            | 17            | 0            | 1           |
| 23        | Leung Ka Yu           | Hong Kong     | 0          | 0            | 24            | 0            | 1           |
| 24        | Raman Tsishkou        | Bielorussia   | −20        | -20          | 5             | −20          | 1           |

### Corsa a eliminazione
Terza di 4 prove.
| Posizione | Atleta                | Nazione       | Punti prova |
| --------- | --------------------- | ------------- | ----------- |
| 1         | Campbell Stewart      | Nuova Zelanda | 40          |
| 2         | Roger Kluge           | Germania      | 38          |
| 3         | Jan-Willem van Schip  | Paesi Bassi   | 36          |
| 4         | Benjamin Thomas       | Francia       | 34          |
| 5         | Elia Viviani          | Italia        | 32          |
| 6         | Eiya Hashimoto        | Giappone      | 30          |
| 7         | Daniel Staniszewski   | Polonia       | 28          |
| 8         | Cameron Meyer         | Australia     | 26          |
| 9         | Théry Schir           | Svizzera      | 24          |
| 10        | Gavin Hoover          | Stati Uniti   | 22          |
| 11        | Matthew Walls         | Gran Bretagna | 20          |
| 12        | Raman Tsishkou        | Bielorussia   | 18          |
| 13        | Artyom Zakharov       | Kazakistan    | 16          |
| 14        | João Matias           | Portogallo    | 14          |
| 15        | Fabio Van den Bossche | Belgio        | 12          |
| 16        | Volodymyr Dzhus       | Ucraina       | 10          |
| 17        | Leung Ka Yu           | Hong Kong     | 8           |
| 18        | Ignacio Prado         | Messico       | 6           |
| 19        | Derek Gee             | Canada        | 4           |
| 20        | Christos Volikakis    | Grecia        | 2           |
| 21        | Guo Liang             | Cina          | 1           |
| 22        | Krisztián Lovassy     | Ungheria      | 1           |
| 23        | Lasse Norman Hansen   | Danimarca     | 1           |
| 24        | Illart Zuazubiskar    | Spagna        | 1           |

### Corsa a punti e classifica finale
Quarta di 4 prove.
Per la classifica finale i ciclisti sommano i punti guadagnati durante la prova a tutti i punti conquistati in precedenza.
| Posizione | Atleta                | Nazione       | Class. parziale | Punti giro | Punti sprint | Classifica finale |
| --------- | --------------------- | ------------- | --------------- | ---------- | ------------ | ----------------- |
| 1         | Benjamin Thomas       | Francia       | 112             | 20         | 26           | 158               |
| 2         | Jan-Willem van Schip  | Paesi Bassi   | 104             | 20         | 11           | 135               |
| 3         | Matthew Walls         | Gran Bretagna | 86              | 20         | 11           | 117               |
| 4         | Roger Kluge           | Germania      | 94              | 0          | 3            | 97                |
| 5         | Campbell Stewart      | Nuova Zelanda | 92              | 0          | 2            | 94                |
| 6         | Cameron Meyer         | Australia     | 60              | 20         | 10           | 90                |
| 7         | Gavin Hoover          | Stati Uniti   | 78              | 0          | 4            | 82                |
| 8         | Lasse Norman Hansen   | Danimarca     | 71              | 0          | 10           | 81                |
| 9         | Elia Viviani          | Italia        | 70              | 0          | 9            | 79                |
| 10        | Artyom Zakharov       | Kazakistan    | 76              | 0          | 1            | 77                |
| 11        | Eiya Hashimoto        | Giappone      | 76              | 0          | 0            | 76                |
| 12        | Derek Gee             | Canada        | 52              | 0          | 12           | 64                |
| 13        | Daniel Staniszewski   | Polonia       | 56              | 0          | 3            | 59                |
| 14        | Christos Volikakis    | Grecia        | 50              | 0          | 0            | 50                |
| 15        | Théry Schir           | Svizzera      | 36              | 0          | 6            | 42                |
| 16        | Fabio Van den Bossche | Belgio        | 38              | 0          | 0            | 38                |
| 17        | João Matias           | Portogallo    | 36              | 0          | 0            | 36                |
| 18        | Leung Ka Yu           | Hong Kong     | 21              | 0          | 0            | 21                |
| 19        | Raman Tsishkou        | Bielorussia   | 20              | 0          | 0            | 20                |
| 20        | Krisztián Lovassy     | Ungheria      | 8               | 0          | 10           | 18                |
| 21        | Ignacio Prado         | Messico       | 13              | 0          | 3            | 16                |
| 22        | Guo Liang             | Cina          | 6               | 0          | 0            | 6                 |
| 23        | Illart Zuazubiskar    | Spagna        | 4               | 0          | 0            | 4                 |
| –         | Volodymyr Dzhus       | Ucraina       | 13              | DNF        | DNF          | DNF               |

DNF = Prova non completata